# Alderson-Scheibe

Schematische Darstellung einer Alderson-Scheibe

Eine Alderson-Scheibe (benannt nach ihrem Erfinder Dan Alderson (1941–1989)) ist eine hypothetische künstliche astronomische Megastruktur, wie Larry Nivens Ringwelt und die Dyson-Sphäre. Die Scheibe ist eine riesige Platte mit einer Dicke von mehreren tausend Meilen. Die Sonne ruht in dem Loch in der Mitte der Scheibe. Der äußere Umfang einer Alderson-Scheibe entspräche etwa der Umlaufbahn von Mars oder Jupiter. Dem Vorschlag zufolge hätte eine ausreichend große Scheibe eine größere Masse als die Sonne.
Das Ganze wäre von einer tausend Meilen hohen Wand umgeben, um zu verhindern, dass die Atmosphäre in die Sonne driftet. Der äußere Rand würde für sich selbst sorgen.
Die mechanischen Belastungen innerhalb der Scheibe wären weit jenseits dessen, was jedes bekannte Material aushalten könnte, was eine solche Struktur in den Bereich der Fiktion verbannt. Der Bau einer Megastruktur dieser Größenordnung würde eine Menge an Material erfordern, die die Menge an Material, die im Sonnensystem vorhanden ist, weit übersteigt.
Leben könnte auf beiden Seiten der Scheibe existieren, obwohl in der Nähe der Sonne die Hitze das Leben ohne Schutz unmöglich machen würde. Umgekehrt würden Lebewesen in größerer Entfernung von der Sonne erfrieren. Um die Gesamtheit einer solchen Struktur bewohnbar zu machen, müsste sie daher eine große Anzahl von Lebenserhaltungssystemen enthalten. Selbst ohne solche Systeme würde die bewohnbare Oberfläche der Gesamtfläche der Scheibe von Dutzenden bis Hunderten von Millionen Erden entsprechen.
Da die Sonne stationär bleibt, gibt es keinen Tag/Nacht-Zyklus, sondern nur eine ewige Dämmerung. Dieses Problem könnte man dadurch lösen, indem man die Sonne dazu zwingt, innerhalb der Scheibe auf und ab zu wippen und erst die eine und dann die andere Seite zu beleuchten.

## In der Populärkultur
Im Jahr 1974 schlug der Science-Fiction-Autor Larry Niven vor, dass eine Alderson-Scheibe „ein wunderbarer Ort wäre, um einen Gothic- oder Swords-and-Sorcery-Roman zu inszenieren. Die Atmosphäre stimmt, und es gibt echte Monster.“ Da die für Menschen habitable Zone relativ schmal ist, könnte die Scheibe (und die Kosten für ihren Bau) mit Aliens von heißeren und kälteren Planeten geteilt werden. Über lange Zeiträume hinweg würden sich Lebensformen entwickeln, die die spärlich bewohnten Regionen dazwischen besiedeln. „Sollte die Zivilisation untergehen, könnte es unheimlich und interessant werden.“
“Rak Mesba” ist eine teilweise außerirdische Alderson-Scheibe in „Orion's Arm“, einem „Online-Science-Fiction-World-Building-Projekt“ mit mehreren Autoren.
Ein scheibenförmiger Planet, der einer Alderson-Scheibe ähnelt (allerdings viel kleiner ist), diente als Heimatwelt des Fantasy-Settings „Aysle“ (oder „Kosmos“) des TORG-Rollenspiels von West End Games (WEG). Im Gegensatz zur Alderson-Scheibe funktioniert die „Scheibenwelt“ von Aysle nach der Fantasy-Physik, einschließlich einer „Gravitations-Ebene“, die die Scheibe seitlich halbiert, so dass die gegenüberliegenden Seiten in Richtung der Ebene „fallen“. Die Scheibenwelt von Aysle hatte eine wackelnde Sonne und mehrere innere Schichten. Beide Seiten der Scheibe sind bewohnt, ebenso wie die inneren Schichten.

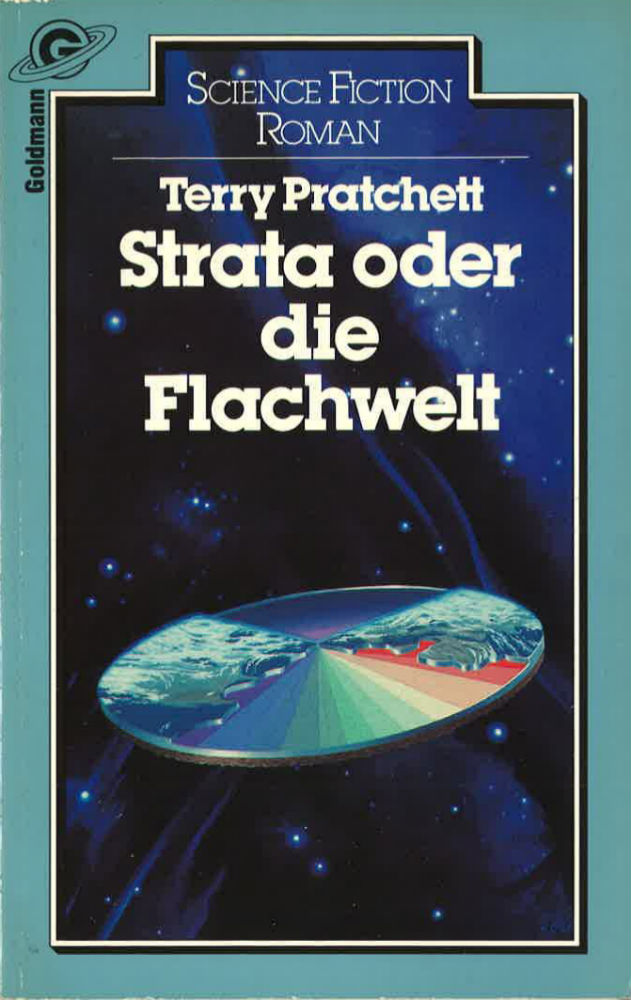
Strata oder die Flachwelt (1983)

In Charles Stross’ „Missile Gap“ befindet sich eine Kopie der gesamten Erde (zusammen mit Kopien vieler anderer Planeten) auf einer Alderson-Scheibe, die von unbekannten Kräften um ein Schwarzes Loch herum gebaut wurde.
In Ian McDonalds Roman Empress of the Sun (Kaiserin der Sonne) gibt es eine Paralleluniversumsversion unseres Sonnensystems mit Kreaturen, die sich aus Dinosauriern entwickelt und die gesamte Masse in eine Alderson-Scheibe (mit einer dümpelnden Sonne) verwandelt haben.
In Terry Pratchetts Science-Fiction-Roman Strata wird das Konzept einer Alderson-Scheibe von dem Protagonisten „Kin Arad“ als Erklärung für die mysteriöse „flache Erde“, die im Mittelpunkt der Geschichte steht, ins Spiel gebracht.